# Carlo Berti Pichat
Carlo Berti Pichat (Bologna, 30 dicembre 1799 – Bologna, 15 ottobre 1878) è stato un politico e agronomo italiano.

## Biografia

### Formazione
Nato a Bologna il 30 dicembre 1799, il padre era Jean-Baptiste Pichat, ufficiale nell’esercito napoleonico, e la madre era Anna Berti. Fu cresciuto in ambiente familiare al sentimento patriottico e nell’agiatezza più totale: ebbe così modo di poter ricevere un’ottima istruzione al collegio San Luigi di Bologna, per poi scegliere di iscriversi alla facoltà d’ingegneria e successivamente alla scuola di scienze naturali e d’igiene veterinaria. La sua vera vocazione sarebbe stata però quella dello studio agronomico dato che, appena ventenne, ereditò dallo zio materno ampi possedimenti nel contado di San Lazzaro ed ebbe quindi modo di fare pratica di amministrazione e gestione dei terreni, sperimentando nuovi metodi per accrescere la produttività dell’agricoltura bolognese. In questo modo diventava uno dei più grandi esperti di agraria sul territorio, ponendo molte soluzioni ai problemi tecnici del tempo. 
Tuttavia non fu soltanto un dotto agronomo e un intellettuale, in lui vi era sedimentato un forte sentimento patriottico che ebbe modo di manifestarsi in primo luogo durante i moti del 1831, anno che coincideva anche col suo incarico di priore del nuovo comune di San Lazzaro. Quindi aderì direttamente ai moti romagnoli, guidando una spedizione di guardie nazionali nel Ferrarese.
Nel momento in cui fallì il tentativo di creare uno Stato autonomo nelle Legazioni di Romagna, Berti Pichat cadde nello sconforto più totale, dovuto alla delusione causata dalla repressione dei moti. Ritornava così a interessarsi alle sue passioni (l’agricoltura, la famiglia, la musica), e per molti anni rimase completamente estraneo alla politica militante, anche perché su Bologna imperversò un’aspra reazione. In cuor suo però sapeva che in futuro sarebbe venuto il giorno in cui il suo patriottismo avrebbe potuto manifestarsi nuovamente; nel frattempo dunque teneva un diario – che sarebbe stato poi pubblicato – in cui attraverso studi agrari e scientifici si preoccupava di tener vivo l’ardore dei bolognesi, che sembrava sopito dopo i fallimentari moti.

### Il Felsineo e  L'Italiano
Una svolta nella sua vita è sicuramente rappresentata dalla scelta di imboccare l’attività pubblicistica, fondando con il fratellastro Augusto Aglebert Il Felsineo, occasione che gli fu concessa dal cardinal legato Macchi nonostante i suoi trascorsi da rivoluzionario, a patto però che si trattasse di un giornaletto di divulgazione scientifica. E in effetti nei primi anni di questo si trattò, sebbene la rivista promuovesse la diffusione di utili innovazioni nel campo dell’agricoltura, collegando le speranze per un progresso tecnico ed economico al risveglio del senso morale, civile e nazionale del paese. A tale scopo Carlo Berti Pichat affiancò al Felsineo nel 1842 una serie di incontri pubblici, la «Conferenza Agraria», per educare anche gli abitanti del contado, in quanto vedeva in loro un ceto sociale necessario a costituire una nazione. Essa aveva luogo ogni venerdì a casa sua, dove ricchi proprietari e contadini si incontravano con gli intellettuali di Bologna (tra i quali anche Marco Minghetti): si parlava di agronomia e agricoltura, prendendo sempre in esame le condizioni politiche del paese. I resoconti di questi incontri erano pubblicati sul Felsineo. Almeno fino al 1847 la Conferenza Agraria fu il fulcro dell’intellettualità bolognese, contribuendo in modo decisivo alla formazione del movimento neoguelfo nella città, terreno che Berti Pichat calpestò, ma non per lungo tempo.
Con l’elezione di Pio IX e in occasione della celebre amnistia, Berti Pichat si recò a Roma con Rodolfo Audinot e Carlo Rusconi per ringraziare il pontefice della caritatevole azione in nome del popolo bolognese. Questo incontro contribuì ad alimentare le sue speranze verso il papa neoeletto, che gli fece un'ottima impressione. Incoraggiato da questo incontro, il 7 gennaio 1847 pubblicava con l’aiuto di Minghetti nel Felsineo un nuovo programma, atto ad affermare la sua fiducia nei confronti di Pio IX e a chiamare il popolo alla convergenza nell’ambito dell’edificio della comune libertà inaugurato dal nuovo pontefice. 
Tuttavia si rese conto ben presto che non potevano bastare parole e le vaghe promesse: nello stesso anno si ebbe infatti un parziale cambiamento di rotta nel pensiero politico di Carlo Berti Pichat.
Da iniziale neoguelfo, e quindi fra i principali artefici della diffusione del movimento per qualche tempo, decise di spostarsi verso terreni più democratici, anche se la sua definitiva “conversione” sarebbe avvenuta solo nel 1848-49. Dopo qualche screzio d’opinione con gli altri membri del periodico, abbandonò la direzione del Felsineo per fondare, col fratellastro Augusto Aglebert, un giornale più avanzato socialmente e politicamente: L'Italiano. Si trattava di un periodico eminentemente liberale che però predicava apertamente la guerra contro l’Austria: emblematico il fatto che gli utili derivanti dalle vendite erano destinati ai graziati politici indigenti che avevano già combattuto in passato contro l'Impero. A inizio pubblicazione si può scorgere nel giornale qualche residuo elemento neoguelfo, come ad esempio nel n. 13 del 30 giugno 1847, nel quale Berti Pichat decideva di pubblicare integralmente un'allocuzione di Vincenzo Gioberti a Pio IX.

### Dal 1848 alla morte
Tuttavia, con l’avanzare degli eventi le sue posizioni diventavano sempre più radicali e la fiducia in Pio IX, nonostante i numerosi elogi all’interno del periodico, scemava di giorno in giorno. Qualche mese più tardi giunse persino a dimettersi dalla Conferenza economica e morale, dominata dai moderati. All’interno de L'Italiano non era ormai raro trovare esortazioni alla lotta e numerose frasi ad effetto quali “Via lo Straniero!” o “Armarsi, Addestrarsi!”. Infine, dopo i fatti di Milano e il susseguirsi degli eventi del 1848 gli fu affidato dal generale Durando l'organizzazione del corpo civico universitario di Bologna e a maggio finì addirittura per arruolarsi nei corpi volontari che avrebbero varcato il Po sotto il comando dello stesso Durando. Dopo aver spinto con energici articoli il popolo alla guerra, decise quindi di scendere in campo, partendo egli stesso per Ferrara. Il suo arruolamento coincise anche con la conclusione della pubblicazione de L'Italiano, nel cui ultimo numero, datato 29 aprile 1848 – paradossalmente lo stesso giorno della famosa allocuzione papale – si congedava in questo modo dai suoi lettori: “Col presente numero è terminata la seconda serie dell'Italiano. Per ora rimane sospesa la pubblicazione del medesimo, per la sola ragione che siamo in marcia onde appoggiare coi fatti le nostre parole”.
Verso la fine dell’anno, tornato a Bologna, Berti Pichat vide la sua carriera politica decollare: nel gennaio 1849 diventò preside della Provincia, alla fine dello stesso mese venne eletto all’Assemblea Costituente a Roma e nel febbraio, aderendo alla Repubblica romana, fu nominato comandante militare della terza divisione e poi ministro dell'Interno. In questo periodo l'iniziale entusiasmo neoguelfo che c’era in lui era ormai chiaramente scomparso. Dal 1849 fece dunque in modo di portare la città di Bologna nell’orbita della parte democratica repubblicana. Con la fine della Repubblica romana si trasferì in esilio in Francia e poi in Piemonte, dove rimase per ben dieci anni.
A Carlo Berti Pichat è intitolato il tratto dei Viali di Circonvallazione di Bologna compreso fra Porta Mascarella e Porta San Donato.

## Onorificenze

Manuale del fognatore comprendente la pratica inglese del drennaggio (1856)

## Opere
- Istituzioni scientifiche e tecniche, ossia corso teorico e pratico di agricoltura. Libri 30, Pomba (poi Utet), Torino 1851-1870, 6 voll. in 11 tomi
- Manuale del fognatore comprendente la pratica inglese del drennaggio, Torino, Stamperia dell'Unione tipografico-editrice, 1856.